# Nenê Bonilha
Luis Otávio Bonilha de Oliveira, meglio noto come Nenê Bonilha (São João da Boa Vista, 17 febbraio 1992), è un calciatore brasiliano, centrocampista del Rio Branco-ES in prestito dal Brasiliense.

## Caratteristiche tecniche
È un mediano.

## Carriera

### Club
Cresciuto nelle giovanili del Corinthians, ha esordito il 17 aprile 2011 in un match del Campionato Paulista vinto 2-0 contro il Santo André.

## Statistiche

### Presenze e reti nei club
Statistiche aggiornate al 7 luglio 2017.
| Stagione        | Squadra         | Campionato      | Campionato | Campionato | Coppe nazionali | Coppe nazionali | Coppe nazionali | Coppe continentali | Coppe continentali | Coppe continentali | Altre coppe | Altre coppe | Altre coppe | Totale | Totale | Totale |
| Stagione        | Squadra         | Comp            | Pres       | Reti       | Comp            | Pres            | Reti            | Comp               | Pres               | Reti               | Comp        | Pres        | Reti        | Pres   | Reti   |        |
| --------------- | --------------- | --------------- | ---------- | ---------- | --------------- | --------------- | --------------- | ------------------ | ------------------ | ------------------ | ----------- | ----------- | ----------- | ------ | ------ | ------ |
| 2011            | Corinthians     | A+PAU           | 0+1        | 0          | CB              | 0               | 0               |                    | -                  | -                  |             | -           | -           | 1      | 0      |        |
| 2012            | Catanduvense    | PAU             | 0+9        | 0          | CB              | 0               | 0               |                    | -                  | -                  |             | -           | -           | 9      | 0      |        |
| 2012            | Avaí            | B+CAT           | 13+0       | 0          | CB              | 0               | 0               |                    | -                  | -                  |             | -           | -           | 13     | 0      |        |
| 2013            | Corinthians     | A+PAU           | 0+3        | 0          | CB              | 0               | 0               |                    | -                  | -                  |             | -           | -           | 3      | 0      |        |
| 2013            | Audax           | PAU             | 0+13       | 0          | CB              | 0               | 0               |                    | -                  | -                  |             | -           | -           | 13     | 0      |        |
| 2014            | Audax           | PAU             | 0+9        | 0          | CB              | 0               | 0               |                    | -                  | -                  |             | -           | -           | 9      | 0      |        |
| 2014            | Vila Nova       | B+GOI           | 24+0       | 1+0        | CB              | 0               | 0               |                    | -                  | -                  |             | -           | -           | 24     | 1      |        |
| 2015            | Rio Claro       | PAU             | 8          | 0          | CB              | 0               | 0               |                    | -                  | -                  |             | -           | -           | 8      | 0      |        |
| 2015-2016       | Nacional        | PL              | 24         | 1          | TP+TL           | 4+2             | 0               |                    | -                  | -                  |             | -           | -           | 30     | 1      |        |
| 2016-2017       | Vitória Setúbal | PL              | 17         | 0          | TP+TL           | 3+4             | 0               |                    | -                  | -                  |             | -           | -           | 24     | 0      |        |
| Totale carriera | Totale carriera | Totale carriera | 57         | 29         |                 | 3               | 2               |                    | -                  | -                  |             | -           | -           | 60     | 31     |        |

## Palmarès

### Competizioni nazionali
- Campionato brasiliano: 1

Corinthians: 2011
- Campeonato Brasileiro Série B: 1

Fortaleza: 2018

### Competizioni statali
- Campionato Capixaba: 1

Rio Branco-ES: 2025